# Pseudo-Juanelo

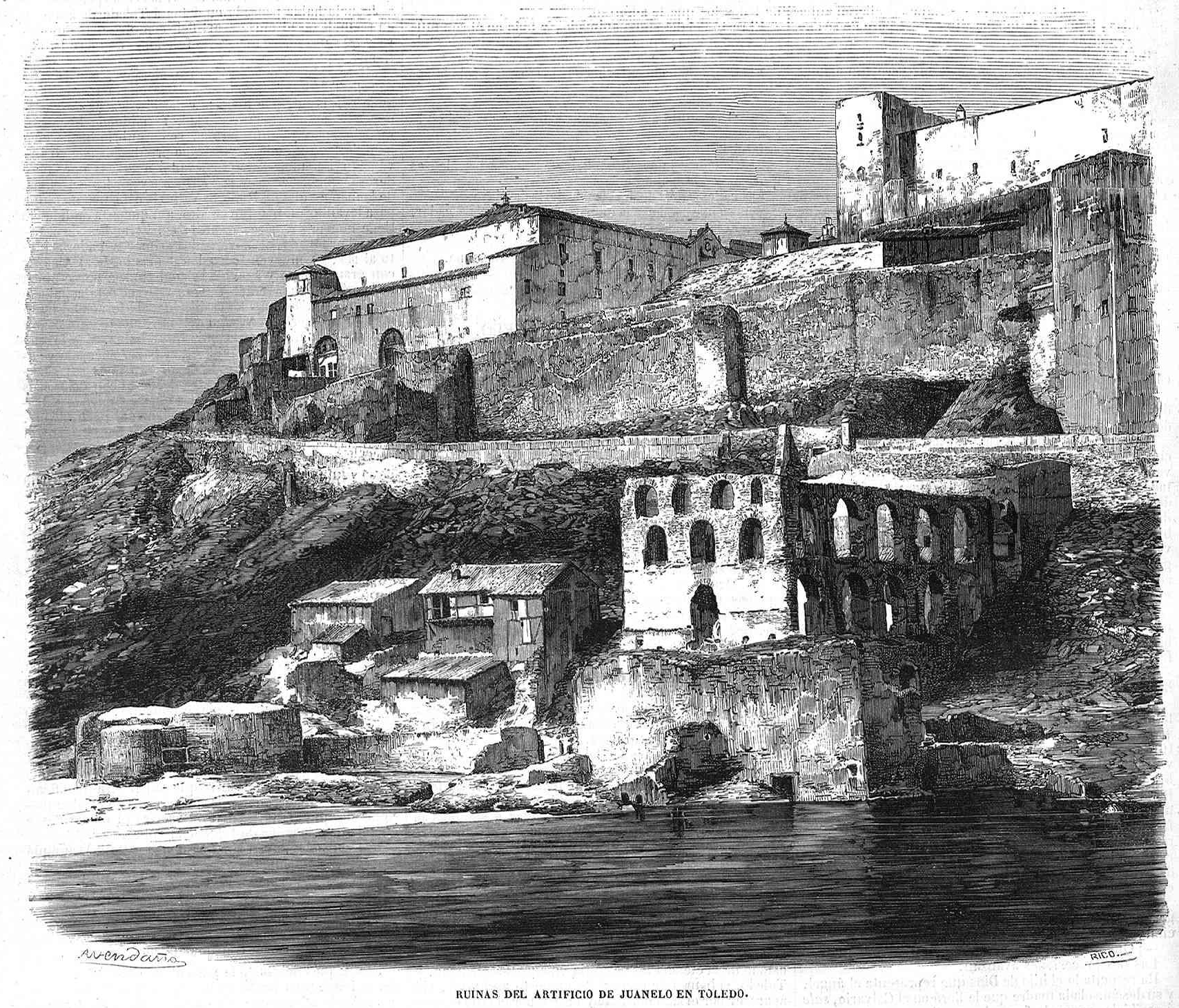
Ruinas del artificio de Juanelo Turriano en Toledo según un grabado de la revista El Museo Universal. Año 1858.

Con el nombre de Pseudo-Juanelo se designaba un manuscrito que lleva el título en la portada de Los Veintiún Libros de los Ingenios y Máquinas. Este manuscrito trata varios temas relacionados con las máquinas hidráulicas, canales, acueductos y otros. Considerada inicialmente una obra anónima, fue atribuida a Juanelo Turriano durante unos años.
Modernamente ha sido oficialmente aceptada la hipótesis controvertida según la cual Pedro Juan de Lastanosa sería su autor.
Se trata de un manuscrito muy interesante, especializado en el tema de aprovechamiento de las aguas y con muchos dibujos.

## Antecedentes

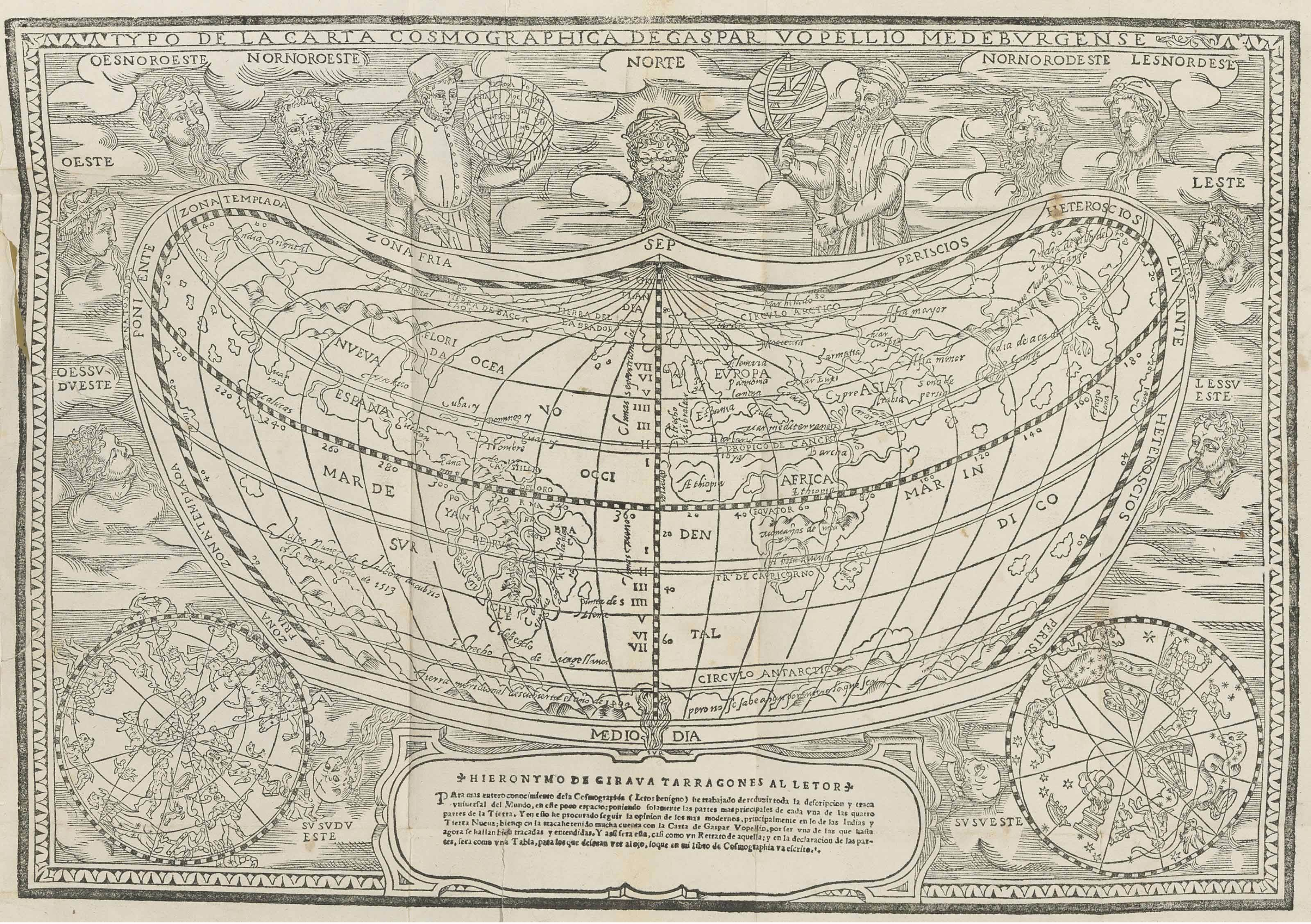
Carta cosmogràfica de Jeroni Girava, inspirada en la de Gaspar Vopellius.

### Jeroni Girava
Está documentada la existencia anterior de un trabajo similar en forma manuscrita de Jeroni Girava, misteriosamente desaparecida.
- El cosmògraf e ingeniero tarraconense Jeroni Girava escribió un tratado muy completo sobre molinos de viento e hidráulicos: Declaración del uso y fábrica de los instrumentos de agua, molinos y otras cosas.
  - Esta obra fue muy elogiada por Girolamo Cardano, que lo había visto a Milan.[5][6][7]
  - El arquitecto Juan de Herrera tenía un ejemplar en su biblioteca.[8]
  - Actualmente se considera perdida.

#### Otras obras de Jeroni Girava
Jeroni Girava escribió una obra que integraba un Tratado de Cosmografía y un Tratado de Geografía: Dos libros de cosmographia compuestos nuevamente por Hieronymo Giraua Tarragones.
Las ediciones fueron las siguientes:
- 1552. Edición perdida.[9][10]
- 1556. Edición dedicada a Gonzalo Pérez. La segunda hoja incluye el grabado de un laberinto con el lema “In silentio te spe”.[11]
- 1570. Venecia.[12]

En cuanto al manuscrito Los dos libros de Geometría práctica de Oroncio Fineo, Jeroni Girava (catalán y no aragonés) fue el autor del prólogo y (único) responsable de la traducción.
Las "correcciones" y la nota final, pésimamente añadida al manuscrito, no demuestran la participación de Lastanosa en la traducción.

## Los tres manuscritos del Pseudo-Juanelo
- El primer manuscrito se conserva en Madrid relligat en 5 volúmenes. Martín Fernández de Navarrete supone su existencia en la Biblioteca Real a partir de un informe sobre la obra mencionada del matemático catalán Benito Bails firmado en 1777.[9]

- El segundo manuscrito fue descubierto en Florencia por María Teresa Cacho.[13] Está catalogado como Trattato dell’ acque. Códice n. 200 del Fondo Panciatichi de la Biblioteca Nazionale Centrale di Firenze, Raccolta Palaciega.

- El tercer manuscrito pertenece a la Colección Torner, de Barcelona, referencia R.5794.

Las publicaciones posteriores al hallazgo del tercer manuscrito acostumbran a indicar la relación entre las tres copias. Indicando que tienen que ser copias inspiradas en una obra desaparecida y no entre las propias copias.

### Resumen
| Comparación  | Manuscrito 1 | Manuscrito 2 | Manuscrito 3 |
| ------------ | ------------ | ------------ | ------------ |
| Localización | Madrid       | Florencia    | Barcelona    |
| Lengua       | Castellano   | Castellano   | Castellano   |
| Páginas      | 949          | 84?          | 609          |
| Figuras      | 509          | 350          | 404          |

Los datos del manuscrito de Florencia parecen difíciles de creer: 350 dibujos en 84 páginas?

## Contenido de la obra
El único manuscrito que puede consultarse fácilmente es el de Madrid.

### Primer volumen

#### La portada
Los Veinte y un Libros de los Yngenios, y máquinas de Iuanelo, los quales le mando escribir y Demostrar el Chatolico Rey D. Felipe Segundo Rey de las Hespañas y nuebo Mundo. Dedicadas al Serenissimo Señor Don Iuan de Austria hijo del Catholico Rey D. Felipe quarto Rey de las Hespañas.
- Segunda página con dedicatoria: Los zinco libros primeros de los Yngenios de Iuanelo. Ingeniero Mayor de la Magestad del Rey d. Felipe Segundo Rey de las Españas y Nuebo Mundo. Consagralos al Mesmo Senor Rey d. Phelipe Segundo su Señor miedo mando de Iuan Gómez de Mora su Valido
  - NOTA: Iuan Gómez de Mora no fue arquitecto de Felip II. Se trata de un error importante de la portada; portada añadida en fecha indeterminada.[18]

#### Index
- Primer libro: Calidades de las aguas.
- Segundo libro: Maneras de encontrar agua.
- Tercer libro: Còm saber si el agua es buena o no.
- Cuarto libro: Niveles e instrumentos de nivel.
- Quinto libro: Varias maneras de betúnes .

### Segundo volumen
- Libro 6. Conducción de aguas. Acueductos .
- Libro 7. Conductas de agua superpuestos.
- Libro 8. Fuentes.
- Libro 9. “Açutes”. Varias formas de assuts .
- Libro 10. Cisternas y aljibes .

### Tercer volumen
- Libro 11. Molinos.
- Libro 12. Porgar la harina.[19]
- Libro 13. Molins drapers, de óleo y otros

### Cuarto volumen
- Libro 14. Barcas y puentes
- Libro 15. Puentes de madera.
- Libro 16. Maderas y piedras.
- Libro 17. Piedras y canteras.
- Libro 18. Pilares de piedra para puentes.

### Quinto volumen
- Libro 19. Edificaciones al mar.
- Libro 20. Obras defensivas a los puertos de mar.
- Libro 21. Divisiones de las aguas y tierras. Islas.

### Reconstrucción arqueológica
Hay un trabajo de reconstrucción arqueológica de los cinco volúmenes de Madrid muy interesante, firmado por María Isabel Ostolaza Elizondo y realizado a petición de la Fundación Juanelo Turriano.
Las conclusiones más importantes indican la participación en el proceso de copia de varios copistas, el montaje de trabajos diferentes cambiando la paginación, la afegidura de portadas en época posterior y, finalmente, una última encuadernación y tapas a cargo de un profesional llamado Menard (que selló su obra).

## Posibles autores

### Introducción
Desde su recepción en la Biblioteca Real de Madrid, (en fecha desconocida que puede considerarse próxima en 1590), hasta el año 1777 el manuscrito del Pseudo-Juanelo se consideraba una obra anónima. Las personas relacionadas con obras parecidas que podían haber escrito un trabajo de aquel tipo son las siguientes:
- Jeroni Girava (muerto el 1556)
- Juanelo Turriano (muerto el 1585)
- Juan de Herrera (muerto el 1597)
- Pedro Juan de Lastanosa (muerto el 1576)
- Tiburzio Spannocchi (muerto el 1609). Visitó Sevilla. El autor del manuscrito declara no haber visitado Sevilla.
- Giovanni Francesco Sittoni, gritado en España en 1566.[21]
  - NOTA: Benet Bails destacaba en su informe que la dedicatoria del manuscrito a Joan Josep de Austria, nacido en 1629, no podía ser de Juanelo Turriano.

### Lectura y análisis deBenet Bails
El año 1777, el bibliotecario mayor de la Biblioteca Real de Madrid - Juan de Santander- consideró la publicación del manuscrito. A instancias suyas, el matemático barcelonés Benet Bails procedió a una lectura minuciosa, redactando un informe que todavía se conserva. Se puede leer de forma resumida en el libro de la referencia adjunta.
- Según Benet Bails, la obra no podía ser de un autor castellano. Bails remarcaba que Madrid solo se mencionaba un golpe y Castilla la Vieja igual. En cambio las alusiones en Aragón y Cataluña eran frecuentes. Así como las palabras catalanas.
- El informe de Bails nos hace saber que el manuscrito constaba de 5 volúmenes.

### Autoría atribuida a Pedro Juan de Lastanosa

#### Biografía oficial de Lastanosa
- Nacido en 1527 cerca de Monzón.
- Estudió en las universidades de Huesca, Alcalá, Salamanca, París y Lovaina, siendo doctor en teología y buenas letras.[23][24][25]
- En 1553, en Bruselas, ordenó Los dos libros de Geometría práctica de Oroncio Fineo, traducidos al castellano por Jeroni Girava.
  - Hay muchas versiones que dicen que Lastanosa fue el traductor y que Girava solo ordenó los dos libros. Otras versiones indican que Girava fue autor del prólogo y de la traducción del primer libro, mientras que Lastanosa tradujo el segundo libro y ordenó el conjunto.
- Posteriormente se traslada a Italia al servicio del virrei de Nápoles (1559).
- El 1563, ya de vuelta en España, entra al servicio de Felipe II, trabajando en las obras del Alcázar de Madrid, con Joan Baptista de Toledo, que tenía en aquellos días como ayudantes a Joan de Valencia y a Juan de Herrera.
- En 1565 se le encarga de visitar las obras del Canal Imperial de Aragón, como experto en obras hidráulicas.
- A partir del año siguiente, 1566, empieza la participación de Lastanosa en la Descripción y Corografía de España, junto con el matemático Pedro Esquivel, trabajo que realizaron por triangulación y para el cual diseñaron varios instrumentos.

#### Hipótesis de Lastanosa autor del Pseudo-Juanelo
El principal defensor de esta teoría es Nicolás García-Tapia, que ha publicado varios artículos y libros sobre el tema. Un erudito contrario a la conclusión anterior fue el ingeniero de caminos José Antonio García-Diego.
García-Tapia se basa en una interpretación particular del manuscrito de la traducción de los Dos libros de Geometría de Oroncio Fineo (y otros documentos) para afirmar los puntos siguientes:
- Pedro Juan de Lastanosa fue discípulo de Oroncio Fineo y de Jeroni Girava. Este lo adoptó y viajaron juntos.
- Jeroni Girava era aragonés igual que Lastanosa. (Falso. Ved más abajo)
- Jeroni Girava murió a Milan. (Falso. Ved más abajo)
- Lastanosa se inspiró y quizás ayudó en la redacción de la obra desaparecida de Girava sobre molinos.

#### Argumentos contrarios
La clave de la controversia está en el manuscrito de los Dos libros de geometría. El único documento que relaciona Lastanosa con Girava.
- El cierto es que cada vez que en el manuscrito Girava escribe “tarraconense” hay un garabato y la “sustitución” del término original por “aragonés”.[27]
- En la página final hay una afegidura, en letra diferente, que dice :

```
“Traducida miedo Pedro Johan de Lastanosa en Brusselas año 1553 estando en compañía de Girava. 15 februarii 1553.”
```

- No hay ninguno otro documento que relacione Lastanosa con Girava.
- Lastanosa tenía relación con Benito Arias Montano.[28] No hay ningún documento que relacione Girava con Arias Montano.
- Jeroni Girava era catalán y murió a Herculano, no a Milà cómo afirma el señor García-Tapia[29][30][31]

#### Conclusiones
Pedro Juan de Lastanosa, a pesar de que probablemente tenía los conocimientos necesarios, y que como aragonés conocía la terminología aragonesa del Pseudo-Juanelo, difícilmente puede ser el autor indiscutible del manuscrito (o de una parte). José Antonio García-Diego argumentaba su opinión en contra, comparando el estilo literario del Pseudo-Juanelo y el de una carta de Lastanosa. Llegando a la conclusión que eran estilos muy diferentes.
- El argumento capital en contra de la autoría es que Pedro Juan de Lastanosa, que no dudó al adjudicarse una obra ajena, no firmó el manuscrito del Pseudo-Juanelo.

## Las torres de defensa de los Alfaques
El quinto volumen del manuscrito llamado Pseudo-Juanelo consta de tres libros: 19, 20 y 21. En el libro 19 (Libro de edificios de mar y como se han de hacer y acomodar en diversas maneras) se menciona el proyecto de una torre de fortificación en medio del mar a los Alfacs en dos ocasiones (páginas 66 y 91 del documento digitalizado). Las referencias podrían ser posteriores a la caída de la llamada Torre de Sant Pere, acontecida en 1577. Si así fuera, habiendo muerto Lastanosa en 1576, no podría haber escrito el 5è volumen del Pseudo-Juanelo. Ni tampoco lo podía haber hecho Girava.